# Barmas
Os barmas, também comumente conhecidos como baguirmis (ou escrito como bagirmis), são um grupo étnico originário do centro-sul do Chade, tradicionalmente localizados na região do rio Chari, que se estende desde a capital Jamena até Busso.
O termo barma também é utilizado como sinônimo de baguirmi, uma referência ao antigo reino fundado e dominado pelos barmas e que contava também com habitantes de origem árabe e fula, tornando-se assim uma sociedade multiétnica.
A língua falada pelos barmas é o tar barma, que pertence ao ramo centro-sudânico das línguas nilo-saarianas, estreitamente relacionada às línguas faladas pelos povos saras, quengas e bulalapes.

## História

### Origens
Os barmas são historicamente reconhecidos como os fundadores do Reino de Baguirmi, estabelecido no início do século XVI. Segundo a tradição, o primeiro soberano do reino foi Dala Birni Besse, que teria liderado um grupo de seguidores a partir da região de Quenga e fundado o assentamento de Massenya, que se tornaria a capital do reino.
O nome baguirmi pode derivar de palavras árabes que indicavam um tributo, possivelmente relacionado ao pagamento que os primeiros súditos árabes e fulas fizeram ao líder barma, embora o termo também tenha sido associado à administração e organização do reino.
Após a colonização francesa e a independência do Chade em 1960, os barmas, como muitos outros grupos no país, passaram por mudanças significativas. A sociedade que antes era centrada na autoridade do mbang se transformou, mas o legado cultural e linguístico dos barmas permanece forte. Hoje, a maioria dos barmas ainda vive nas áreas rurais do Chade, mantendo suas práticas agrícolas e pecuárias, embora também tenham se integrado nas esferas urbanas e políticas do país.

## Estrutura social

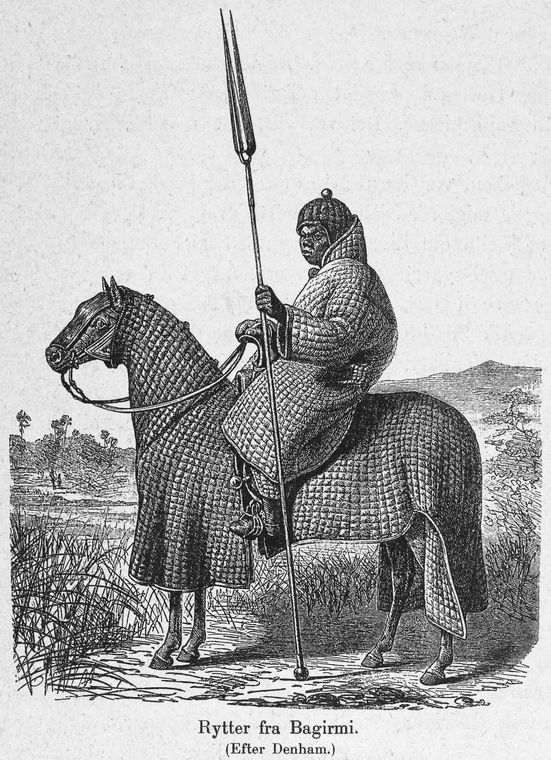
Baguirmi, Cavalaria na África, Representações de nativos em obras europeias, Gambeson

### Língua
O idioma tar barma é um dos principais elementos que define a identidade do povo barma. É uma língua centro-sudânica, relacionada às línguas de outros grupos do Chade, como os saras e quengas. No entanto, muitos barmas contemporâneos também falam árabe chadiano (como os barmas árabes) ou fulani (como os barmas fulas).

### Organização social e política
A organização social dos barmas foi historicamente marcada pela patrilocalidade, ou seja, a prática de viver com o marido na casa da família dele após o casamento. As famílias nucleares coexistiam com a estrutura patrilinear, em que a ascendência e a herança passavam por linha masculina. Embora não houvesse grupos de descendência rígidos como em outros povos africanos, as relações de parentesco eram fundamentais para a organização social.
O mbang (sobenaro) dos barmas era o centro do poder político, e sua corte, composta por nobres e oficiais, governava a região. Embora os barmas tenham enfrentado pressões externas ao longo dos séculos (incluindo a dominação dos impérios vizinhos como Bornu e Uadai), a sua estrutura social e política continuou a ser um símbolo da resistência e da identidade local.

### Cultura e sociedade
A sociedade barma tradicionalmente era baseada em um sistema hierárquico, com um mbang (soberano) no topo, seguido de uma complexa rede de oficiais, clãs e outros grupos sociais. A divisão de classes incluía um sistema político em que o mbang e seus oficiais exerciam grande controle sobre a população, muitas vezes incluindo grupos escravizados, que eram usados como força de trabalho nas propriedades e nas campanhas militares.
A religião dos barmas foi originalmente uma mistura de crenças tradicionais e islamismo. Embora os barmas tenham adotado o islã a partir do século XVI, a prática de cultos locais e a reverência à figura divina do mbang continuaram a ser componentes importantes da identidade religiosa do povo. A maioria dos barmas contemporâneos é muçulmana, com muitos seguindo a tradição islâmica, incluindo a observância do Ramadã, as orações diárias, e o Haje (peregrinação a Meca). Embora a maioria dos barmas seja muçulmana, muitos ainda preservam práticas culturais relacionadas a seu passado e à sua história, incluindo festas, danças e rituais religiosos associados à liderança do mbang e ao culto à sua autoridade.

### Economia
Historicamente, a economia dos barmas era baseada na agricultura e pecuária. Eles cultivavam principalmente milho, sorgo, milheto, feijão, sementes de gergelim, amendoim e algodão. Além disso, a pesca nas águas do Chari era uma atividade complementar, especialmente para aqueles que viviam nas áreas mais próximas dos rios.

## Demografia
No contexto do Chade moderno, estimava-se que os barmas somavam entre 50 000 a 70 000 as até o início do século XXI – com sua distribuição predominantemente em áreas ao longo dos rios Chari e Bar Erguigue, no sul do país.
Historicamente, os barmas formaram a espinha dorsal da sociedade do antigo Reino Baguirmi, mas hoje convivem com outros grupos étnicos na região, como das comunidades árabes chadianas e fulanis, que se integraram na sociedade local, tornando-a uma comunidade multiétnica.